# 1370

## Родени
- 30 декември – Григорий XI, римски папа